# MAGI '900

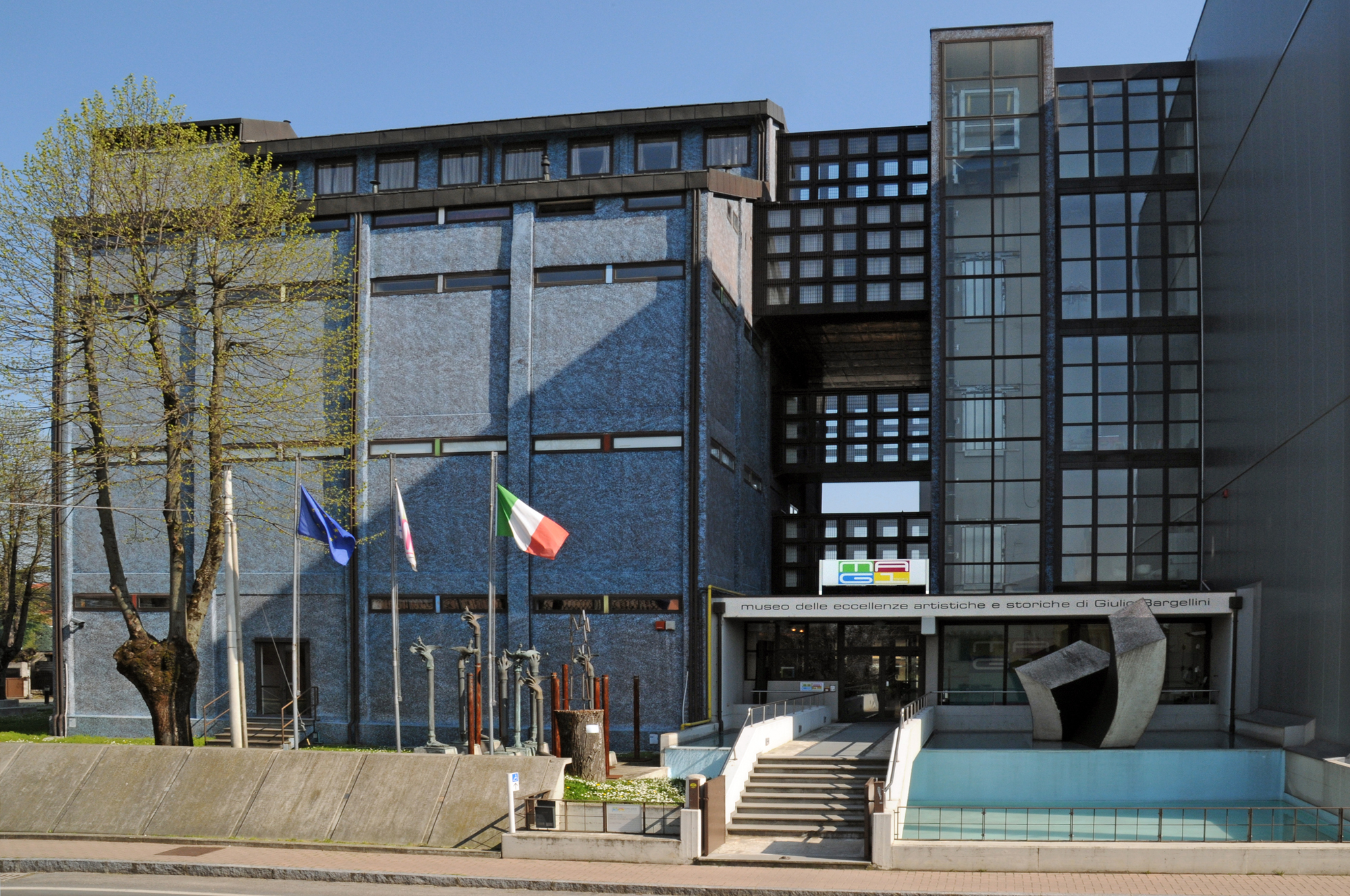
Entrada principal al Museo MAGI ‘900.

El Museo MAGI ‘900 es un museo privado en Pieve di Cento, un antiguo pueblo pintoresco en el corazón de la Pianura Padana en Emilia-Romagna, Italia.

## El museo
El museo nace de una idea del empresario y coleccionista de arte contemporáneo Giulio Bargellini que en 2000 decidió abrir un espacio en el que podía compartir su pasión con el público. 
La colección incluye más de 2.000 obras de arte contemporáneo distribuidas en 9.000 metros cuadrados de área de exhibición que se extienden en un singular edificio de arqueología industrial: un granero de los años 30. Gracias a un proyecto del arcquitecto Giuseppe Davanzo el granero se convirtió en un museo al que se añadieron dos estructuras espositivas y un jardín dedicado a la escultura. 

## La colección
La inmensa colección, heterogénea y de alta calidad, ofrece un viaje sorpesa a través del arte italiano e internacional de los últimos cien años. El gusto ecléctico y las amistades con los artistas, las pasiones y las intuiciones de su fundador y una incesante actividad expositiva y proactiva han dado lugar a la creación de una colección permanente que incluye muchos movimientos artísticos: de la Belle Époque a las últimas tendencias, de los colores vibrantes del Futurismo a las esculturas metafísicas de bronce de Giorgio de Chirico, de los Maestri Storici del Novecento a las vanguardias de los años Sesenta y Setenta, de centenas de cuadros en miniatura de la Collezione Minima 8x10 partenecida a Cesare Zavattini a la producción de autores africanos y sudamericanos. El museo acoge tanto artistas famosos e históricos como artistas menos conocidos cuya profesionalidad y originalidad es alabada en un espacio expositivo que se subdivide en núcleos temáticos y que se diferencia de los modelos más populares del panorama museístico contemporáneo. 
Entre los artistas aparecen: 
| - Afro - Antonio Alciati - Renato Birolli - Giovanni Boldini - Aroldo Bonzagni - Alberto Burri - Massimo Campigli - Giuseppe Capogrossi - Carlo Carrà - Felice Casorati - Bruno Cassinari - Hsiao Chin - Giorgio de Chirico | - Raffaele De Grada - Angelo del Bon - Fortunato Depero - Gerardo Dottori - Gianni Dova - Lucio Fontana - Riccardo Francalancia - Franco Gentilini - Renato Guttuso - Damien Hirst - Carlo Levi - Antonio Ligabue - Sol LeWitt | - Leo Lionni - Ester Mahlangu - Roberto Matta - Francesco Menzio - Mirko - Amedeo Modigliani - Mattia Moreni - Dennis Oppenheim - Fausto Pirandello - Arnaldo Pomodoro - Giò Pomodoro - Concetto Pozzati - Joaquín Roca Rey | - Bruno Saetti - Aligi Sassu - Alberto Savinio - Emilio Scanavino - Toti Scialoja - Gino Severini - Mario Sironi - Philip Taaffe - Mario Tozzi - Emilio Vedova - Tom Wesselmann - Zoran Mušič |

La visita se desarrolla entre formas, materiales, colores, temas y poéticas que mudan de sección a sección y ofrecen una inmersión en las artes visuales.

## Los servicios
Amén que la colección permanente y las exposiciones temporales, que se pueden visitar con una entrada adquirible en el museo, en el espacio OPEN BOX siempre se ofrecen exhibiciones y eventos culturales gratuitos. El MAGI '900 organiza visitas guiadas individuales, temáticas o personalizadas y propone laboratorios creativos para niños y atelieres para adultos para que se comprenda el arte practicando las técnicas más innovadoras y para ofrecer una experiencia completa al público. Además, el departamento didáctico MAGICOMAGI propone una amplia oferta de itinerarios didácticos, laboratorios y visitas animadas para las escuelas.